# San Juanito, Tamaulipas
San Juanito är en ort i Mexiko.   Den ligger i kommunen Güémez och delstaten Tamaulipas, i den centrala delen av landet, 500 km norr om huvudstaden Mexico City. San Juanito ligger 198 meter över havet och antalet invånare är 342.
Terrängen runt San Juanito är platt. Runt San Juanito är det glesbefolkat, med 11 invånare per kvadratkilometer. Närmaste större samhälle är Ciudad Victoria, 19,3 km söder om San Juanito. Omgivningarna runt San Juanito är en mosaik av jordbruksmark och naturlig växtlighet.